# Sistema Kell
Il sistema Kell (o sistema Kell-Cellano) è uno dei 38 sistemi di gruppi sanguigni umani, espresso da due proteine della membrana eritrocitaria, rappresentato da più di venti antigeni sulla superficie dei globuli rossi dell'uomo e di altri animali inferiori.
Essi sono causa di patologie trasfusionali in caso di incompatibilità del sangue trasfuso o di immunizzazioni feto-materne in caso di incompatibilità col sangue paterno: gli antigeni Kell sono importanti nella medicina trasfusionale, nell'anemia emolitica autoimmune e nella eritroblastosi fetale anti-K.
Gli antigeni di Kell sono di natura conformazionale e sono dovuti ai numerosi ripiegamenti della molecola Kell, una metallo-endopeptidasi zinco-dipendente, di 93 kDa, responsabile dell'attivazione dell'endotelina 3. Gli antigeni Kell sono K, k, Kpa, Kpb, Jsa e Jsb. 
L'antigene Kell (K) e il suo allele Cellano (k) sono ereditati come caratteri mendeliani attraverso due geni isovalenti, uno per ogni genitore. L'assenza di Kell non è causa di patologie, mentre l'assenza di XK, o un difetto nel gene XK, conduce a una sindrome dell'apparato neuro-muscolare denominata McLeod.

## Genetica
Il gene KEL codifica per una glicoproteina che attraversa la membrana cellulare una singola volta e con la porzione extracellulare altamente ripiegata su sé stessa a causa dei numerosi ponti disolfuro intraproteici.
Molti alleli di KEL contribuiscono al sistema Kell.
Gli alleli K1 (Kell) e K2 (Cellano) sono i maggiormente coinvolti in medicina trasfusionale. L'allele K6 invece è di maggior interesse biologico perché benché presente soltanto nell'1% dei caucasici americani è invece posseduto da circa il 20% degli afroamericani.
Nella membrana eritrocitaria, Kell è strettamente associata alla proteina XK (l'antigene Kx), appartenente al sistema Kell. La glicoproteina Kell contiene omologie di sequenza e strutturali con i membri della famiglia delle neprilisine, metallo-endopeptidasi zinco-dipendenti. Kell è strettamente legata a XK tramite un ponte disolfuro.
La mancanza di Kell nella membrana (K0) provoca un aumento dell'antigene Kx sulla superficie dei globuli rossi, dovuto a una maggiore esposizione degli stessi e, paradossalmente, a una diminuzione della componente proteica XK nella membrana eritrocitaria.
L'assenza della proteina XK, dovuta alla delezione totale di XK o alla presenza di mutazioni puntiformi, porta invece alla marcata riduzione degli antigeni di Kell sulla superficie degli eritrociti.

## Malattie correlate
Anti-K è l'anticorpo immunitario più comune dopo quelli nel sistema AB0 e Rh. Anti-K si presenta in genere come alloanticorpo di classe IgG. 
Gli individui privi di un antigene Kell possono sviluppare anticorpi contro gli antigeni Kell se trasfusi con sangue contenente quell'antigene; ciò è particolarmente vero per l'antigene K, che mostra un'antigenicità relativamente elevata e una frequenza moderatamente bassa (~ 9%) nelle popolazioni caucasiche. L'anti-K può anche verificarsi a seguito di emorragia transplacentare associata al parto, che rende Kell una preoccupazione importante per la malattia emolitica del neonato. 
Dopo la formazione dell'anti-K, le trasfusioni di sangue successive possono comportare emolisi. Anti-K non lega il complemento, quindi l'emolisi è extravascolare. 
Gli individui senza antigeni K (K0) che hanno formato un anticorpo verso un antigene K devono essere trasfusi con sangue da donatori K0 per prevenire l'emolisi.
L'anemia emolitica autoimmune si verifica quando il corpo produce un anticorpo contro un antigene del gruppo sanguigno sui propri globuli rossi. Gli anticorpi portano alla distruzione dei globuli rossi con conseguente anemia. Allo stesso modo, una donna incinta può sviluppare anticorpi contro i globuli rossi fetali, causando distruzione, anemia e idrope fetale in un processo noto come malattia emolitica del neonato. Sia l'anemia emolitica sia la MEN possono essere gravi se causati da anticorpi anti-Kell, in quanto sono gli antigeni più immunogenici dopo quelli dei sistemi dei gruppi sanguigni AB0 e Rh.